# Váncsod
Váncsod község Hajdú-Bihar vármegyében, a Berettyóújfalui járásban.

## Fekvése
Berettyóújfalutól keletre fekszik, természetföldrajzi szempontból a Bihari-sík északi vidékén, a Berettyó–Kálló köze szomszédságában.
A szomszédos települések: észak felől Gáborján, kelet felől Bojt, délkelet felől Biharkeresztes, dél felől Mezőpeterd, nyugat felől Berettyóújfalu, északnyugat felől pedig Szentpéterszeg.

### Megközelítése
Legfontosabb közúti megközelítési útvonala a 4815-ös út, ezen érhető el a 42-es főút mezőpeterdi szakasza, illetve Gáborján és az M4-es autóút ottani csomópontja felől is.
A hazai vasútvonalak közül a települést a Püspökladány–Biharkeresztes-vasútvonal érinti, de megállási pontja nincs a területén, a legközelebbi vasúti csatlakozási lehetőséget Mezőpeterd vasútállomás kínálja, mintegy 4 kilométerre délre.

## Története
A 13. század elején már említik a település nevét Iváncsod néven, egy perrel kapcsolatban, amikor egy András nevű lakosa lett gyujtogatás vádja miatt a váradi istenítéletiszék elé idézve.
A község régen nem a mai helyén állt, hanem az ún. egyházasszigeten.
A 15. századtól ismerjük birtokosait is. Az 1400-as években a Váncsodi Horváth család, az 1500-as években pedig a Váncsodi, Dombrádi, Vajas, Vajay családok, majd a
Fodor és Pallagi családok voltak a település birtokosai.
Az 1800-as évek  első felében pedig már 17 családnak volt itt birtoka: a Csapó, Gazdagh, Szilágyi, Lányi, Vajda, Beliczay, Olasz, Sághó, Balogh, Géczi, Török, Tóth, Zilahy, Budaházy, Farkas, Lovassy, Miskolczy családoknak.
Az 1900-as évek elején Vécsey Arnold örököseinek voltak itt nagyobb birtokai.
A településhez tartoztak: Gyopáros, Ölyvös, Rekettyés, Berettyómellék és Szík puszták is.
Borovszky a község érdekesebb dűlőneveit is feljegyezte: Telek dűlő, mely elpusztult falu helye volt. Guszár dűlő pedig ugyancsak az elpusztult Guszár község emlékét őrzi. A Nemes, Seres, Tomajd sziget helynevek mindegyike egykori tulajdonosának nevét örökítette meg.
A település református temploma 2015-ben 27 millió forintból újult meg. A templom felújítása márciusban kezdődött, a felújítás során szellőző vakolattal látták el a lábazatot, kicserélték a nyílászárókat, megoldották a csapadékvíz elvezetését és elbontották a templomot körülvevő kerítést.

## Közélete

### Polgármesterei
| Időszak   | Név           | Jelölő szervezet | Megjegyzés                              |
| --------- | ------------- | ---------------- | --------------------------------------- |
| 1990–1994 | Bogáti Károly | független        |                                         |
| 1994–1998 | Bogáti Károly | független        |                                         |
| 1998–2002 | Bogáti Károly | független        |                                         |
| 2002–2006 | Bogáti Károly | független        |                                         |
| 2006–2010 | Bogáti Károly | független        |                                         |
| 2010–2014 | Szalay Csaba  | Fidesz-KDNP      |                                         |
| 2014–2019 | Szalay Csaba  | Fidesz-KDNP      |                                         |
| 2019–2024 | Szalay Csaba  | Fidesz-KDNP      |                                         |
| 2024–2025 | Szalay Csaba  | Fidesz-KDNP      | A képviselő testület feloszlatta magát. |
| 2025–     |               |                  |                                         |

2025. szeptember 7-én időközi polgármester-választást (és képviselő-testületi választást) kell majd tartani a településen, az előző képviselő-testület május 30-án kimondott feloszlása miatt.

## Népesség
A település népességének változása:
| Lakosok száma | 1203 | 1215 | 1223 | 1097 | 1013 | 1040 | 1005 |
|               | 2013 | 2014 | 2015 | 2021 | 2022 | 2023 | 2024 |

2001-ben a település lakosságának közel 100%-a magyar nemzetiségűnek vallotta magát.
A 2011-es népszámlálás során a lakosok 85,9%-a magyarnak, 2,8% cigánynak, 3,1% románnak mondta magát (13,7% nem nyilatkozott; a kettős identitások miatt a végösszeg nagyobb lehet 100%-nál). A vallási megoszlás a következő volt: római katolikus 3,5%, református 66,4%, görögkatolikus 0,6%, izraelita 0,3%, evangélikus 0,2%, felekezeten kívüli 9,5% (18,4% nem válaszolt).
2022-ben a lakosság 91%-a vallotta magát magyarnak, 3,7% románnak, 0,8% cigánynak, 0,1-0,1% görögnek, németnek, bolgárnak és ukránnak, 0,9% egyéb, nem hazai nemzetiségűnek (8,5% nem nyilatkozott; a kettős identitások miatt a végösszeg nagyobb lehet 100%-nál). Vallásuk szerint 50,5% volt református, 3,5% római katolikus, 0,9% görög katolikus, 0,9% ortodox, 1% egyéb keresztény, 0,5% egyéb katolikus, 0,1% evangélikus, 13,8% felekezeten kívüli (28,7% nem válaszolt).

## Nevezetességei
- Református templom - 1790 körül épült.
- Világháborús emlékmű.
- A településtől keletre halad el a szarmaták által 324 és 337 között épített, az Alföldet körbekerülő Csörsz-árok vagy más néven Ördögárok nyomvonala.
- Muzeális értékű tűzoltó kocsi, a református templom mellett.
- Szent István mellszobor a református templom mellett.
- A falu főbb utcáit több, esztétikusan kialakított, kisebb park díszíti.
- Halastó a Kossuth utca Gáborján felőli végén.

## Híres emberek
- Itt született Bihari Tóth Zsuzsanna operaénekes

- Itt született és itt halt meg Török Lajos (1813-1870) honvédszázados.

## Külső hivatkozások
- Váncsod az utazom.com honlapján